# Wilkasy (powiat gołdapski)
Wilkasy (niem. Wilkassen) – osada w Polsce położona w województwie warmińsko-mazurskim, w powiecie gołdapskim, w gminie Gołdap.
W latach 1975–1998 miejscowość należała administracyjnie do województwa suwalskiego.
Podczas akcji germanizacyjnej nazw miejscowych i fizjograficznych (tzw. chrzty hitlerowskie) utrwalona historycznie nazwa niemiecka Wilkassen została w 1938 r. zastąpiona przez administrację nazistowską sztuczną formą Kleineichicht. 